# Списак сликара/Л
| Сликари: A Б В Г Д Ђ Е Ж З И Ј К Л Љ М Н Њ О П Р С Т Ћ У Ф Х Ц Ч Џ Ш |

## Ла..
Лудвик де Лавео (1868—1894), пољски сликар
Јакоб Лавренс (1917—2000), афричко-амерички сликар
Лора Мунц Лајал (1860—1930), канадска сликарка
Лукас ван Лајден (1494—1533), холандски сликар
Маргарет Лајтериц (рођен 1907), немачка сликарка
Роберт Оскар Ланкијевић (1941—2002), пољски сликар
Жорж Лакомб (1868—1916), француски вајар
Вифредо Лам (1902—1982), кубански сликар и графичар
Џин Ламберт (1952), ирски сликар
Николас Ланкре (1690—1743), француски сликар
Мира Ландау (1926), уметница и сликарка румунског порекла
Сер Едвин Ландсир (1802—1873), британски сликар
Питер Ланион (1918—1964), британски сликар
Ђовани Ланфранко (1582—1647), италијански сликар
Карољ Лариш (1902—1935), пољски сликар
Карл Ларсон (1853—1919), шведски сликар
Жорж де Ла Тур (1593—1652), француски сликар
Анри Фантен-Латур (1836—1904), француски сликар
Мари Лауренсин (1883—1956), француска сликарка
Л. С. Лаури (1887—1976), енглески сликар

## Ле..
Јан Лебенштајн (1930—1999), пољски сликар
Шарл Лебрен (1619—1690), француски сликар
Елизабет Виж Лебру (1755—1842), француска сликарка
Исак Иљич Левитан (1860—1900), руски сликар
Фернан Лежер (1881—1955), француски сликар
Фиц Хју Лејн (1804—1865), амерички сликар
Лорд Фредерик Лејтон (1830—1896), британски сликар
Франћишек Лекшицки (?—1668), пољски сликар
Улрих Леман (1885—1988), немачки сликар
Роберт Ленкевич (1941—2002), енглески сликар
Франц фон Ленбах (1836—1904), немачки сликар
Станислав Ленц (1861—1920), пољски сликар
Михаил Јурјевич Љермонтов (1814—1841), руски песник и сликар
Жил-Жозеф Лефевр (1836—1911), француски сликар
Леополд Лефлер (1827—1898), пољски сликар

## Ли..
Макс Либерман (1847—1935), немачки сликар и графичар
Сер Питер Лили (1618—1680), енглески сликар
Бруно Андреас Лилјефорс (1860—1939), шведски сликар
браћа Лимбург ([[1385]—1416) холандски уметници - илустратори
Бронислав Војћех Линке (1906—1962), пољски сликар
Џон Линел (1792—1873), енглески сликар
Филипино Липи (око 1457—1504), италијански сликар
Фра Филипо Липи (око 1406—1469), италијански сликар
Максимилијан Лис (1858—1941), француски уметник
Артур Лисмер (1885—1969), канадски уметник
Ел Лисицки (Лазар Маркович) (1890—1941), руски сликар
Рој Лихтенштајн (1923—1997), амерички уметник
Лавренс Стефан Ловри, (1887—1976), енглески сликар
Лојзе Логар (1944), словеначки сликар и графичар
Емануел Лојце (1816—1868), амерички сликар немачког порекла
Херман Лондоњо (рођен 1961) колумбијански уметник
Леонард Лонг (рођен 1911), аустралијски сликар
Мекендри Лонг (1888—1976), амерички сликар
Шарл-Андре ван Ло (1705—1765), француски сликар
Шарл-Амеде-Филип ван Ло ([[]]—[[]]), француски сликар
Жан-Батист ван Ло (1684—1745), француски сликар
Луј-Мишел ван Ло) (1707—1771), француски сликар
Кандидо Лопез (1840—1902), аргентински сликар и војник
Клод Лорен (1600—1682), француски сликар пејзажиста
Сер Томас Лоренс (1769—1830), енглески сликар
Џејкоб Лоренс (1917—2000), афро-амерички сликар
Марк Лоренсен (1883—1956), француски сликар
Мари Лоренсен (1885—1956), француска сликарка
Пјетро Лоренцети (око 1280—1348), сликар из Сијене
Андре Лот (1885—1962), француски сликар

## Лу..
Петар Лубарда (1907 — 1974), српски/црногорски сликар
Виндам Луис (1884 — 1957), британски сликар канадског порекла
Ласло Лудвиг (1923 — 1968), мађарски сликар
Лукеберт (1924—1994), холандски сликар
Џорџ Бенџамин Лукс (1867—1933), амерички сликар
| Сликари: A Б В Г Д Ђ Е Ж З И Ј К Л Љ М Н Њ О П Р С Т Ћ У Ф Х Ц Ч Џ Ш |